# Ohne Rolf

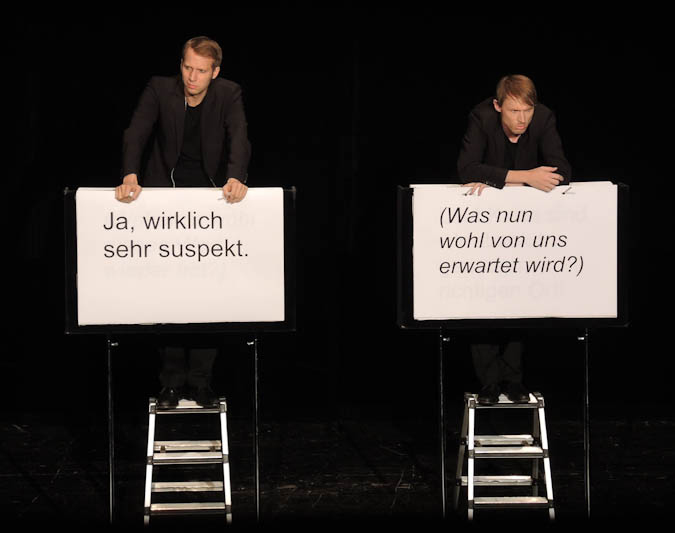
OHNE ROLF in ihrem ersten abendfüllenden Stück Blattrand

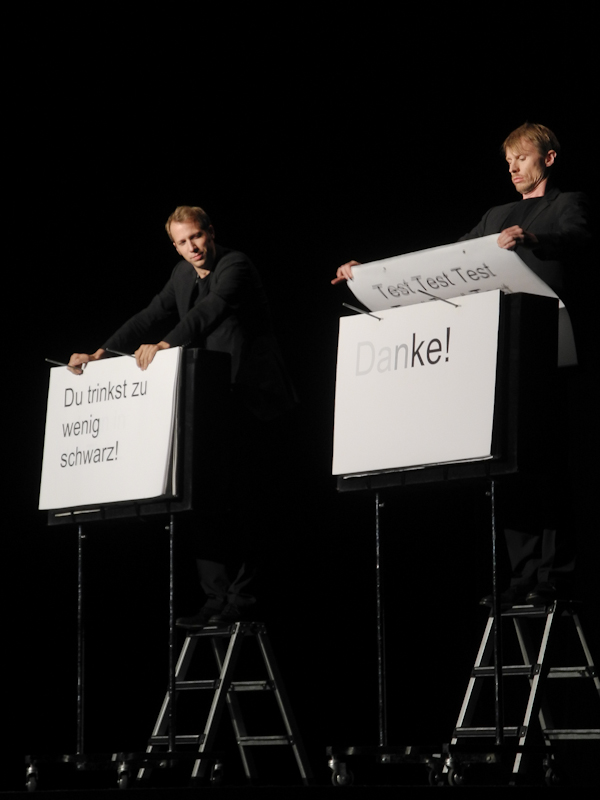
OHNE ROLF Blattrand B

Ohne Rolf (Eigenschreibweise: OHNE ROLF) ist ein Schweizer Komikerduo.
Das Duo besteht aus den Luzerner Kabarettisten Jonas Anderhub und Christof Wolfisberg (beide 1976 geboren). Statt zu sprechen, blättern sie in Plakaten, auf denen Wörter oder Sätze gedruckt sind. Sie treten mit ihren vorwiegend in Standarddeutsch gestalteten Programmen im deutschsprachigen Raum auf.
Es gibt diese Programme auch in englischer und französischer Sprache, überwiegend in kürzerer Form für Gala-Veranstaltungen. Im Herbst 2014 gab es eine Fassung von Blattrand auf Chinesisch für eine Gastspieltournee in China.

## Auszeichnungen
- 2004: Schweizer Innovationspreis SurPriX[1] der Vereinigung KünstlerInnen – Theater – VeranstalterInnen, Schweiz (ktv)
- 2005: Niederstätter surPrize – Publikumspreis des Kleinkunsttheaters Carambolage in Bozen
- 2007: Prix Pantheon – Jurypreis Frühreif & Verdorben; TV-Preisträger Klotzen & Glotzen
- 2010: Kunst- und Kulturpreis der Stadt Luzern (Anerkennungspreis)
- 2012: Wilhelmshavener Knurrhahn[2]
- 2014: Deutscher Kleinkunstpreis[3] in der Sparte Kleinkunst
- 2015: Deutscher Kabarettpreis Hauptpreis
- 2017: Schweizer Kabarett-Preis Ehrencornichon
- 2024: Leipziger Löwenzahn

## Programme
- 2004: Blattrand (Uraufführung am 14. April im Kleintheater Luzern)
- 2008: Schreibhals (UA am 8. April im Kleintheater Luzern)
- 2012: Unferti (UA am 24. April im Kleintheater Luzern)
- 2016: Seitenwechsel (UA am 2. November im Kleintheater Luzern)
- 2021: Jenseitig (UA am 21. April im Kleintheater Luzern)